# Crimthann mac Fidaig
Crimthann Már mac Fidaig roi légendaire de Munster et Ard ri Érenn du IVe siècle.
Les Annales des quatre maîtres lui assignent comme dates traditionnelles de règne: 365 à 376.

## Contexte
Crimthann Már (c'est-à-dire le Grand) mac Fidaig dont le nom est repris sous la forme de « Crimthand » dans le Baile Chuinn Chétchathaig était le fils de Fidach mac Dáire (Dáre Cerbba: Rawlinson B 502) ou Láre Fidach (Laud 610) roi Eóganachta de Munster et de Cobor Mongfinn « d'Alba ». 
Selon les récits médiévaux irlandais il aurait réalisé des conquêtes en Bretagne et en Gaule. Crimthann aurait épousé Fidsheng, une fille du roi de Connacht dont il a un fils anonyme. Il est également mentionné pour avoir élevé en fosterage son cousin Conall Corc mac Lugaid.  Crimthann  serait mort empoisonné par sa propre sœur Mongfind (en) veuve de son prédécesseur comme Ard ri Érenn ; Eochaid Mugmedón.

## Généalogie
Arbre généalogique selon (Rawlinson B 502):
```
Mug Nuadat

|
|

Ailill Aulom

|
|

Éogan Mór

|
|

Fiachu Muillethan

|
|

Ailill Flann Bec

|
|____________________________ ???
|                              |
|                              |
Lugaid                    Dáire Cerbba
|                              |
|                              |__________________________
|                              |                          |
|                              |                          |
|                         Fidach              Uí Fidgenti & Uí Liatháin
|                         |
|                         |__________________________
|                         |                          |
|                         |                          |
|              Crimthann mac Fidaig           Mongfind = 
Eochaid Mugmedón
 = Cairenn
|                                                         |                  |
|                                                         |                  |

Conall Corc mac Lugaid
                              
Connachta
     
Niall Noígiallach
```

## Sources
- Bhreathnach, Edel (ed.), The Kingship and Landscape of Tara. Four Courts Press for The Discovery Programme. 2005. Pages 249, 250 & Historical Early Éoganachta, Table 9, pages 356, 357.
- Byrne, Francis John, Irish Kings and High-Kings. Four Courts Press. 2nd revised edition, 2001.
- Charles-Edwards, T.M., Early Christian Ireland. Cambridge. 2000.
- Coogan, Tim Pat, Michael Collins: The Man Who Made Ireland. Palgrave Macmillan. 2002. (pgs. 5-6)
- Cross, Tom Peete and Clark Harris Slover (eds.), "The Adventures of the Sons of Eochaid Mugmedon", in Ancient Irish Tales. Henry Holt and Company. 1936. Pages 508-13.
- Dillon, Myles, The Cycles of the Kings. Oxford. 1946. (Four Courts Press. Revised edition, 1995.)
- Hull, Vernan, "Conall Corc and the Corcu Loígde", in Proceedings of the Modern Languages Association of America 62 (1947): 887-909.
- Hull, Vernan, "The Exile of Conall Corc", in Proceedings of the Modern Languages Association of America 56 (1941): 937-50.
- Keating, Geoffrey, with David Comyn and Patrick S. Dinneen (trans.), The History of Ireland by Geoffrey Keating. 4 Vols. London: David Nutt for the Irish Texts Society. 1902-14. (pgs. 369, 371)
- MacKillop, James, A Dictionary of Celtic Mythology. Oxford. 1998.
- Meyer, Kuno (ed.), "The Laud Genealogies and Tribal Histories", in Zeitschrift für Celtische Philologie 8. Halle/Saale, Max Niemeyer. 1912. Pages 291-338.
- Mikhailova, Tatiana and Natalia Nikolaeva, "The denotations of death in Goidelic: to the question of Celtic eschatological conceptions", in Zeitschrift für celtische Philologie. Volume 53, Issue 1 (2003, online 2008): Pages 93–115.
- Monaghan, Patricia, The Encyclopedia of Celtic Mythology and Folklore. New York: Facts On File. 2004.
- Ó Corráin, Donnchadh (ed.), Genealogies from Rawlinson B 502 University College, Cork: Corpus of Electronic Texts. 1997.
- O'Donovan, John (ed. and tr.), Annala Rioghachta Eireann. Annals of the Kingdom of Ireland by the Four Masters, from the Earliest Period to the Year 1616. 7 vols. Royal Irish Academy. Dublin. 1848-51. 2nd edition, 1856.
- O'Grady, Standish H. (ed. and tr.), "Death of Crimthann son of Fidach, and of Eochaidh Muighmedóin's three sons: Brian, Ailill, Fiachra", in Silva Gadelica Williams and Norgate. 1892. Pages 373-8. (also available here)
- O'Grady, Standish H. (ed. and tr.), "The Story of Eochaidh Muighmedóin's Sons", in Silva Gadelica Williams and Norgate. 1892. Pages 368-73.
- O'Hart, John, Irish Pedigrees. 5th edition, 1892.
- O'Rahilly, Thomas F., Early Irish History and Mythology. Dublin Institute for Advanced Studies. 1946.
- Sproule, David, "Origins of the Éoganachta", in Ériu 35 (1984): pp. 31-37.
- Sproule, David, "Politics and pure narrative in the stories about Corc of Cashel", in Ériu 36 (1985): pp. 11–28.
- Stokes, Whitley (ed. and tr.), "Aided Chrimthaind Maic Fhidaig: The Death of Crimthann mac Fidaig", in Revue Celtique 24. 1903. Pages 172-189.
- Stokes, Whitley (ed. and tr.), "Echtra Mac nEchach Muigmedóin: The Adventures of the Sons of Eochaid Muigmedóin", in Revue Celtique 24. 1903. Pages 190-207.